# Francesc Manunta i Baldino

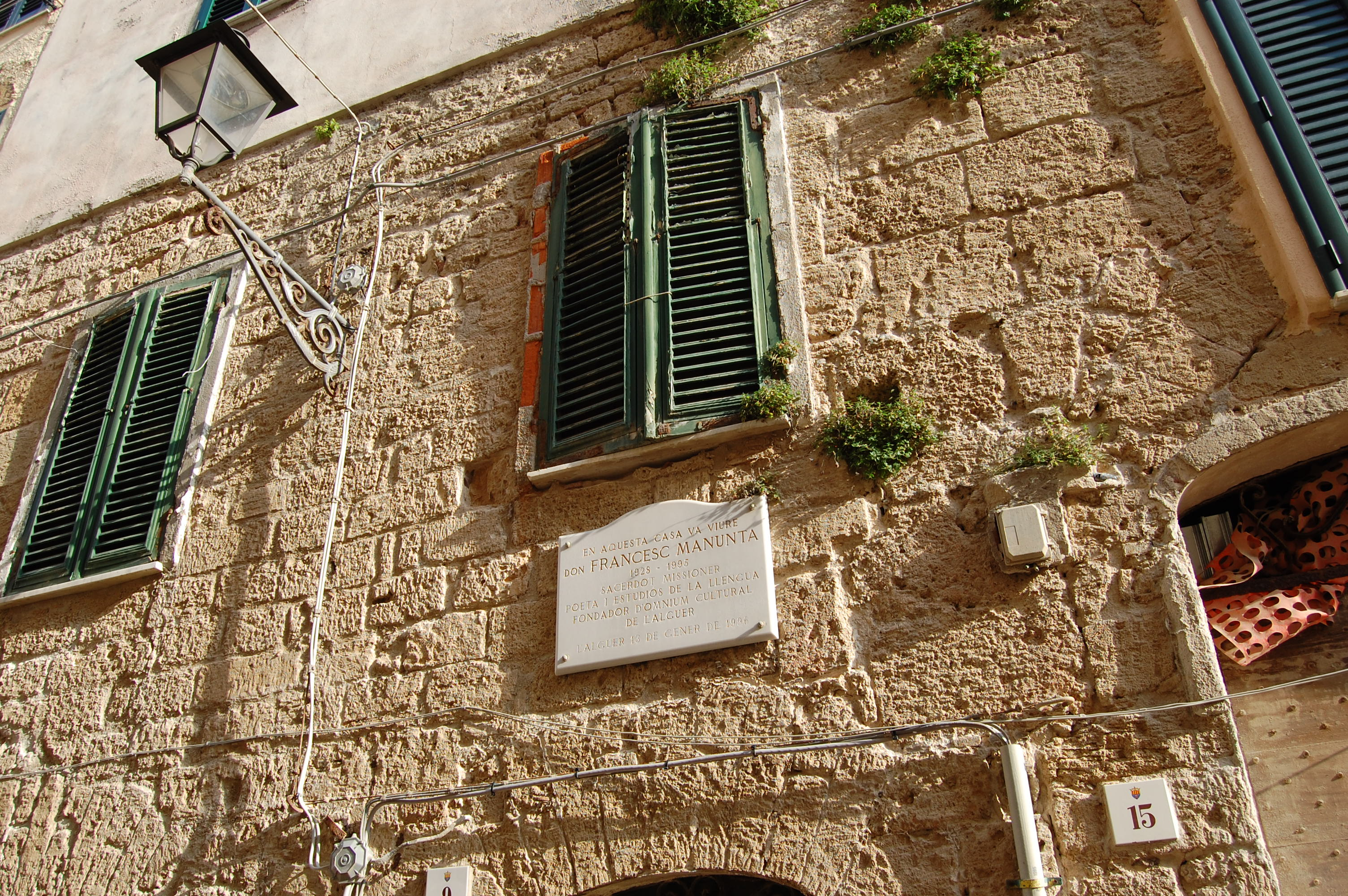
Casa on va viure Francesc Manunta (l'Alguer)

Francesc Manunta i Baldino (l'Alguer, 24 de novembre de 1928 - 13 de gener de 1995) fou un poeta i capellà alguerès.
Estudià filologia i teologia, i el 1961 va guanyar el premi J.E. Rodó als Jocs Florals de la Llengua Catalana de l'Alguer. Fou missioner al Brasil del 1965 al 1983, a les diòcesis de Garanhuns, Sâo Paulo i Belém do Pará, i quan tornà es distingí per la seva activitat a favor del català en les Jornades Universitàries de l'Alguer. Fou cofundador i president d'Òmnium Cultural de l'Alguer i rebé la Creu de Sant Jordi el 1987. Promogué l'ús del català en la litúrgia que se celebrava a la ciutat. El 1990 comença un curs d'alguerès organitzat amb l'Associació per a la Salvaguarda del Patrimoni Historicocultural de l'Alguer.

## Obres
- Catecisme alguerès (1964) amb Josep Sanna
- Les veus (1970)
- Aigües vives (1976)
- Llavors de llum (1981)
- Miques de mirall (1988)
- Transparències (1990)
- Cançons i líriques religioses de l'Alguer catalana 3 vol. (1988,1990 i 1991).